# Neckera emersa
Neckera emersa là một loài rêu trong họ Neckeraceae. Loài này được Müll. Hal. & Hampe mô tả khoa học đầu tiên năm 1855.